# Złota kolekcja: Baw mnie
Złota kolekcja: Baw mnie – kompilacja największych przebojów Urszuli wydana w 2003 roku, w prestiżowym cyklu „Złota kolekcja” wytwórni EMI Music Poland.

## Lista utworów
1. Dmuchawce, latawce, wiatr (Romuald Lipko, Marek Dutkiewicz) – 05:29
2. Piesek twist (Stanisław Zybowski, Urszula) – 04:23
3. Na sen (Stanisław Zybowski, Urszula) – 04:30
4. Totalna hipnoza (Romuald Lipko, Marek Dutkiewicz) – 04:43
5. Dnie-ye! (Stanisław Zybowski, Urszula) – 04:06
6. Michelle ma belle (Romuald Lipko, Marek Dutkiewicz) – 04:15
7. Fatamorgana' 82 (Romuald Lipko, Marek Dutkiewicz) – 03:40
8. Wielki odlot (Romuald Lipko, Marek Dutkiewicz) – 04:45
9. Ja płaczę (Stanisław Zybowski, Bogdan Olewicz) – 03:33
10. Anioł wie... (Stanisław Zybowski, Urszula) – 04:11
11. Luz-blues, w niebie same dziury (Romuald Lipko, Marek Dutkiewicz) – 04:27
12. Malinowy król (Romuald Lipko, Marek Dutkiewicz) – 05:06
13. Konik na biegunach (J. Dybek, F. Serwatka)- 03:07
14. Rysa na szkle (Stanisław Zybowski, Bogdan Olewicz) – 04:39
15. Powiedz, ile masz lat (Romuald Lipko, Marek Dutkiewicz) – 04:29
16. Niebo dla ciebie (Romuald Lipko, Marek Dutkiewicz) – 04:39
17. Baw mnie (Seweryn Krajewski, Jacek Cygan) – 05:33